# Lijst van beelden in Voorschoten
Dit is een (onvolledige) chronologische lijst van beelden in Voorschoten. Onder een beeld wordt hier verstaan elk driedimensionaal kunstwerk in de openbare ruimte van de Nederlandse gemeente Voorschoten, waarbij beeld wordt gebruikt als verzamelbegrip voor sculpturen, standbeelden, installaties, gedenktekens en overige beeldhouwwerken. 
| Geplaatst         | Omschrijving                     | Kunstenaar                  | Straat                                                                 | Plaats      | Materiaal                           | Afbeelding |
| ----------------- | -------------------------------- | --------------------------- | ---------------------------------------------------------------------- | ----------- | ----------------------------------- | ---------- |
| 1e helft 20e eeuw | Beeld van St. Willibrord         |                             | Bondsgebouw, Leidseweg 100                                             | Voorschoten | kalksteen                           |            |
| 1924              | Heilig Hartbeeld (Voorschoten)   | Wim Harzing                 | bij Laurentiuskerk (verdwenen ca. 2005)                                | Voorschoten |                                     |            |
| 1948              | Oorlogsmonument                  | Gra Rueb                    | Burg. Berkhoutpark                                                     | Voorschoten | kalksteen                           |            |
| 1959              | Badend kindje                    | Rob Blöte                   | Multatulilaan 92 (speelplaats OBS De Vos)                              | Voorschoten | brons, steen                        |            |
| 1963              | [Zonder titel]                   | Josje Smit                  | Raadhuislaan (gevel gezondheidscentrum)                                | Voorschoten | keramiek                            |            |
| 1963              | Poort                            | Josje Smit                  | Rosenburgherlaan                                                       | Voorschoten | beton                               |            |
| 1966              | Buutpaal                         | Jan Snoeck                  | Beethovenlaan 10a                                                      | Voorschoten |                                     |            |
| 1967              | [Zonder titel]                   | Dick Loef                   | Richard Wagnerlaan 22                                                  | Voorschoten | keramiek                            |            |
| 1968              | [Zonder titel]                   | Josje Smit                  | Raadhuislaan 43                                                        | Voorschoten | beton, gekleurde tegels             |            |
| 1969              | Totempaal                        | Krijn Giezen                | Antoni van Leeuwenhoekkade, bij 37                                     | Voorschoten | hout (beeld verwijderd zomer 2015)  |            |
| 1971              | Paard                            | Floyd T. DeWitt             | Voorstraat / Schoolstraat                                              | Voorschoten | brons / blauw hardsteen             |            |
| 1977              | Vrouw Holle                      | Herman Zaalberg             | Burg. De Koolplantsoen 19                                              | Voorschoten | keramiek                            |            |
| 1980              | Dieren en planten                | Henk Tieman                 | Emmausschool (Elstlaan)                                                | Voorschoten | keramiek                            |            |
| 1980              | Voorstellingen uit het onderwijs | Henk Tieman                 | Emmausschool (Elstlaan)                                                | Voorschoten | keramiek                            |            |
| 1980              | Ouders met kind                  | Wilhelm Dohm                | Raadhuislaan, perkje                                                   | Voorschoten | graniet                             |            |
| 1981              | Paarden                          | Bertus de Korte             | Zwembad Het Wedde                                                      | Voorschoten | keramiek                            |            |
| 1982              | Sluimerende                      | Wilhelm Dohm                | Rosenburgherlaan, aula                                                 | Voorschoten | natuursteen                         |            |
| 1982              | Tuinvaas                         | Willem Brouwer              | Rosenburgherlaan                                                       | Voorschoten | keramiek                            |            |
| 1982              | Robot                            | Jan Snoeck                  | Raadhuis / Einsteinlaan (door verkeersongeluk verloren gegaan in 2022) | Voorschoten | geglazuurde baksteen, glassteentjes |            |
| 1982              | Berusting                        | Wilhelm Dohm                | Zeven provincien                                                       | Voorschoten |                                     |            |
| 1982              | Verbazing                        | Wilhelm Dohm                | Zeven provincien                                                       | Voorschoten |                                     |            |
| 1982              | Zonder titel                     | Wilhelm Dohm                | Jan Evertsenlaan 2                                                     | Voorschoten |                                     |            |
| 1985              | Zonder titel                     | Wilhelm Dohm                | Prof. Zernikellaan t.o. 9                                              | Voorschoten |                                     |            |
| 1985              | Zonder titel                     | Wilhelm Dohm                | Prinses Marijkelaan 4                                                  | Voorschoten |                                     |            |
| 1985              | Zonder titel                     | Wilhelm Dohm                | Zwaluwweg 4                                                            | Voorschoten |                                     |            |
| 1985              | Zonder titel                     | Wilhelm Dohm                | Willem Frisolaan 2-a (binnenplaats Hummelhof)                          | Voorschoten | natuursteen                         |            |
| 1985              | Zonder titel                     | Wilhelm Dohm                | Multatulilaan 92 (speelplaats OBS De Vos)                              | Voorschoten | natuursteen                         |            |
| 1985              | Zonder titel                     | Wilhelm Dohm                | Multatulilaan 92 (speelplaats OBS De Vos)                              | Voorschoten | natuursteen                         |            |
| 1985              | Zonder titel                     | Wilhelm (Willy) Dohm        | Multatulilaan 92 (speelplaats OBS De Vos)                              | Voorschoten | natuursteen                         |            |
| 1987              | Waterplastiek                    | Dirk Müller                 | Jan Evertsenlaan (verwijderd in 2017)                                  | Voorschoten |                                     |            |
| 1988              | Zwanen                           | Evert den Hartog            | Leidseweg 25, binnentuin                                               | Voorschoten | brons                               |            |
| 1988              | Gesprek                          | Anne Hulleman               | Kon. Juliananlaan, gemeenteh.                                          | Voorschoten | brons                               |            |
| 1990              | Graszode                         | Andre van Lier              | Karel Doormanlaan / Douw v.d. Kraplaan                                 | Voorschoten | staal, beton, gras                  |            |
| 1992              | Dalapaard                        | Nils Olsson                 | v. Osnabruggelaan t.o. 26                                              | Voorschoten | hout                                |            |
| 1995              | Het Blad                         | Pim van der Maas            | Leidseweg / Berbice                                                    | Voorschoten | metaal en rvs                       |            |
| 1997              | Drijvende korven                 | Kees Bierman                | Wagner/Mahlerlaan                                                      | Voorschoten |                                     |            |
| 1997              | Baken                            | Dicky Brand                 | Park Adegeest / Bachlaan                                               | Voorschoten |                                     |            |
| 1997              | Monument voor het proefdier      | Roboodt-R.J. Kleij          | Oranjeplein 8                                                          | Voorschoten | beton, glas, metaal                 |            |
| 2000              | Jet de Kooikerhond               | Gerda van den Bosch         | Essenlaan                                                              | Voorschoten |                                     |            |
| 2005              | Van hier naar daar               | Nout Visser                 | Station Voorschoten                                                    | Voorschoten | staal                               |            |
| 2005              | De helpende hand                 | Corry Ammerlaan             | Leidseweg / Berbice                                                    | Voorschoten |                                     |            |
| 2008              | Allemansgeest                    | Guido Sprenkels             | Boerhaave/Multatuli                                                    | Voorschoten |                                     |            |
| 2011              | Sybille                          | Hans van Bentem             | Trompplein (bij Station de Vink)                                       | Voorschoten | keramiek, beton                     |            |
| 2012              | Rituele Depositie                | Frans en Truus van der Veld | P.C. Boutensstraat                                                     | Voorschoten |                                     |            |
|                   | Kwetterende vogels               | Theo van der Nahmer         | Rouboslaan 1                                                           | Voorschoten |                                     |            |
|                   | Lezer                            | Peter van Loon              | Wijngaardenlaan 4, binnenpl.                                           | Voorschoten |                                     |            |
|                   | [Zonder titel]                   |                             | Leidseweg 219                                                          | Voorschoten |                                     |            |
|                   | Wandplastiek                     |                             | Oude Adegeesterlaan                                                    | Voorschoten | keramiek                            |            |